# Tiendas EFE
Tiendas EFE es una compañía peruana fundada en el año de 1961, dedicada a la comercialización al detalle de equipos electrodomésticos, equipos de cómputo, telefonía celular y equipos digitales de reconocidas marcas. En la actualidad cuenta con alrededor de sesenta tiendas distribuidas a lo largo del territorio peruano. Nació en el año 1961 en la ciudad de Chiclayo y en 2010 se vinculó al holding Grupo EFE, conformado por otras compañías como La Curacao, Motocorp y Financiera Efectiva. Hasta 2024 contaba con 150 locales a nivel nacional.

## Historia

### Inicios y posicionamiento en el mercado
Tiendas EFE nació en 1961 en la ciudad de Chiclayo, capital del departamento de Lambayeque, como una división comercial de Enrique Ferreyros S.A., dedicándose exclusivamente a la venta de electrodomésticos. Posteriormente la compañía adoptó el nombre de Tiendas EFE S.A. En abril de 1993 Tiendas EFE fue adquirida por sus actuales propietarios en partes iguales, siendo ambas partes profesionales con años de experiencia en el manejo comercial, financiero y operativo del sector dentro del grupo fundador, lo que les permitió relanzar Tiendas EFE con rapidez. Posteriormente, en agosto y noviembre de 1995 se concretaron acuerdos de absorción de Comercial Su Casa y Del Castillo & Cía. S.A. respectivamente, logrando de esta manera una importante presencia en tiendas en ciudades principales de las provincias y en la capital, cifra que ascendió a 40 para el año 2008.

### Década de 2010
En el año 2010, la compañía se vinculó al holding Grupo EFE, conformado además por otras compañías como La Curacao, Financiera Efectiva y Motocorp. En 2012 Tiendas EFE inauguró su tienda en línea, que a la fecha cuenta con más de 10 mil skus activos. Para 2016, la compañía ya superaba las 80 tiendas, distribuidas en ocho regiones del país. Ese mismo año, la compañía peruana Conecta Retail inició ejecución de estudios de mercado a nivel nacional para incrementar la posición de Tiendas EFE especialmente en Lima y para realizar la remodelación de sus locales, anunciando en 2018 una inversión de 50 millones de soles para lograr dicho objetivo. Funcionando principalmente en locales individuales hasta esa fecha, también en 2018 fue inaugurado el primer local de Tiendas EFE en un centro comercial, ubicado en el Mall del Sur, en el distrito limeño de San Juan de Miraflores. Desde entonces se han inaugurado varios locales de la marca en centros comerciales del país, tanto en la capital como en provincias.

### Actualidad
Tiendas EFE y La Curacao conforman la cadena especialista en electrodomésticos más grande del Perú. El desarrollo de la red de tiendas ha sido importante, alcanzando a cubrir 45 ciudades con más de 170 tiendas en todo el país, incluyendo las últimas aperturas en la ciudad de Lima ingresando a Malls como Real Plaza Puruchuco, Plaza San Miguel, Mall del sur y Plaza norte.. Según José Antonio Iturriaga, CEO del Grupo EFE, la compañía cuenta con una cobertura nacional del 55% a nivel de tiendas especializadas en electrodomésticos, liderando el mercado peruano en dicho rubro. El ejecutivo también anunció la apertura de nuevas tiendas en la capital Lima para el año 2019, con el objetivo de reforzar su presencia en la principal ciudad del Perú, que aporta en promedio el 20% de las ventas totales de la compañía, ante un 80% aportado por las provincias, donde recae el mayor número de clientes de la marca.
También en 2019, Conecta Retail anunció una nueva inversión para impulsar la marca en el ámbito del e-commerce. Según Ernesto Barrios, gerente de omnicalidad y transformación digital, el objetivo de esta iniciativa es tener posicionados 100 mil productos en plataformas virtuales para el año 2021.  Dentro de su plan de diversificación, Conecta Retail anunció que Tiendas EFE incursionaría en nuevas categorías como la mueblería, los artículos para el hogar, la juguetería y los productos para mascotas.
Tiendas EFE fue una de las compañías que participó en el evento de comercio electrónico Cyber WOW Perú 2019, en el que hicieron presencia otras importantes marcas como Adidas, Avianca, Wong, Linio y Reebok.